# Gavray-sur-Sienne
Gavray-sur-Sienne is een fusiegemeente (commune nouvelle) in het Franse departement Manche (regio Normandië). De plaats maakt deel uit van het arrondissement Coutances. Gavray-sur-Sienne is op 1 januari 2019 ontstaan door de fusie van de gemeenten Gavray, Le Mesnil-Amand, Le Mesnil-Rogues en Sourdeval-les-Bois. De gemeente telde 2.028 inwoners op 1 januari 2022.

## Geografie
De oppervlakte van Gavray-sur-Sienne bedroeg op 1 januari 2022 42,15 vierkante kilometer; de bevolkingsdichtheid was toen 48,1 inwoners per km².

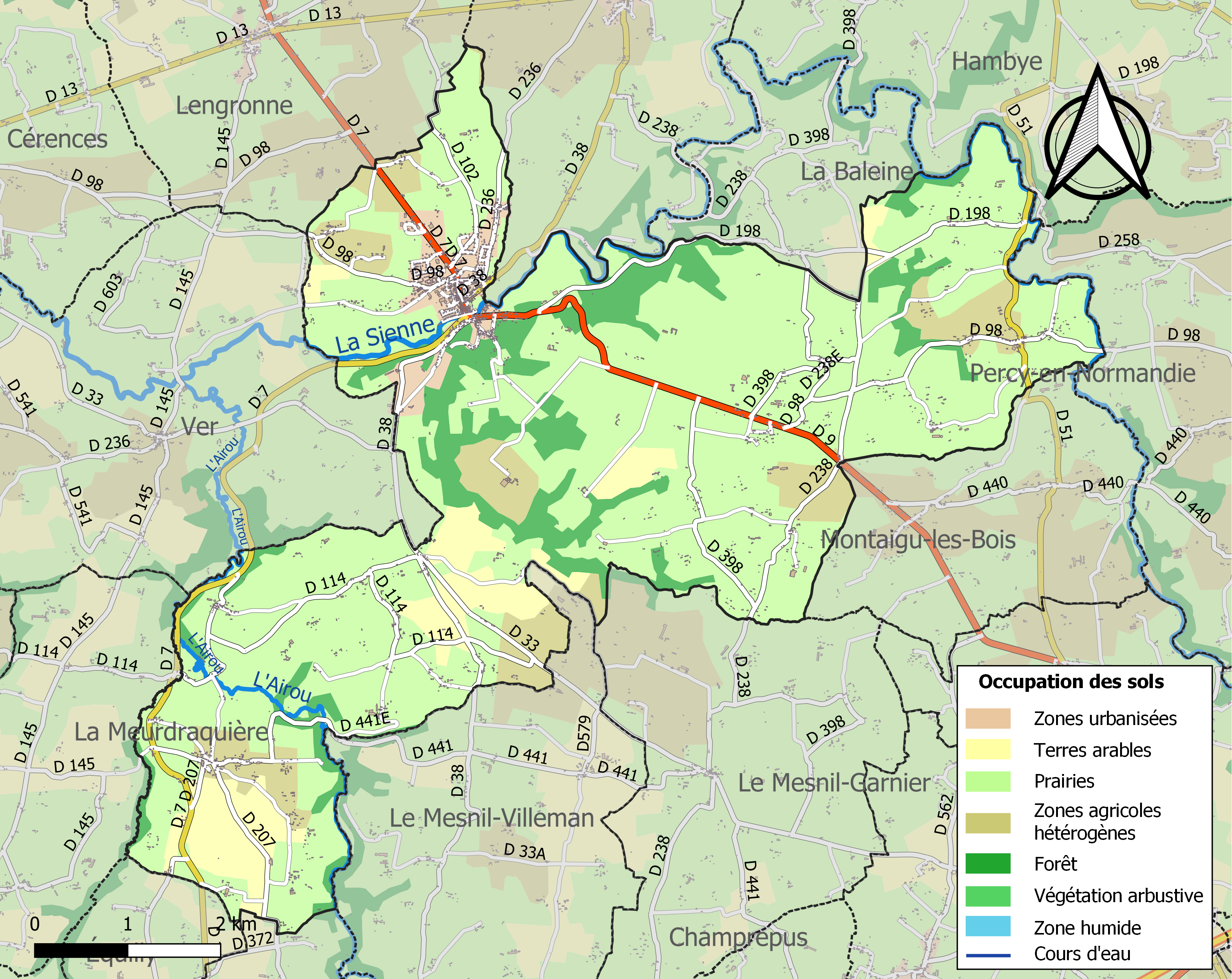
Kaart van de gemeente met de belangrijkste infrastructuur, bodemgebruik en omliggende gemeenten